# Johannes von Geissel
Johannes Baptist Jacob von Geissel (Gimmeldingen, aujourd'hui Neustadt an der Weinstraße le 5 février 1796 - Cologne le 8 septembre 1864) était cardinal et archevêque de Cologne.

## Biographie
Entré au séminaire de Mayence en 1815, Johannes von Geissel est ordonné prêtre le 22 août 1818. Il est alors nommé vicaire à Hambach, puis professeur de religion dans un lycée de Spire, avant de devenir chanoine au chapitre de la cathédrale de Spire le 24 juin 1822.
En 1837, il est nommé évêque de Spire par Grégoire XVI et est consacré le 13 août de la même année par Joseph Maria von Fraunberg avec comme co-consécrateur Peter von Richarz. Deux ans plus tard, en 1839, il est anobli par le roi Louis Ier de Bavière.
Le 24 septembre 1841, il devient coadjuteur de l'archevêque de Cologne, Mgr Clément-Auguste Droste zu Vischering.
Ce dernier avait été emprisonné par l'État prussien en 1837 à la suite de la " querelle de Cologne ", lorsque l'Église catholique s'était opposée au roi de Prusse à propos des mariages inter-confessionnels, ce qui suscita une vive polémique en Rhénanie. Depuis 1839, il vivait en relégation à Münster.
Le 19 octobre 1845, Mgr von Geissel devient archevêque de Cologne à la mort de son prédécesseur. Il est intronisé en 1846.
Lors du consistoire du 30 septembre 1850, il est créé cardinal au titre cardinalice San Lorenzo in Panisperna par le pape Pie IX.

## Œuvre
Le cardinal von Geissel fut attentif à la défense de la liberté de l'Église ; mais contrairement à son prédécesseur sut trouver un compromis avec l'État prussien. 
Il fut le promoteur de nombreuses œuvres sociales à une époque de bouleversements socio-économiques. Il encouragea la fondation de plusieurs congrégations dans le domaine de la promotion des classes ouvrières et de l'éducation de la jeunesse.
Il introduisit dans son diocèse l'adoration perpétuelle et fut un ardent défenseur du dogme de l'Immaculée Conception.
Il laisse aussi à la postérité de nombreux sermons et poèmes d'inspiration catholique ainsi qu'une monographie sur la cathédrale de Spire.

## Succession apostolique
Johannes von Geissel a ordonné les évêques suivants :
- Évêque Wilhelm Arnoldi (de) (1842)
- Évêque Anton Gottfried Claessen (de) (1845)
- Évêque Johann Anton Friedrich Baudri (de) (1850)
- Évêque Eduard Jakob Wedekin (de) (1850)
- Évêque Konrad Martin (de) (1856)